# Keitaro Hoshino
Pour les articles homonymes, voir Hoshino (homonymie).
Keitaro Hoshino (星野 敬太郎, Hoshino Keitarō) est un boxeur japonais né le 14 août 1969 à Yokohama et mort le 9 octobre 2021.

## Carrière
Champion du Japon des poids pailles de 1996 à 1998, il remporte le titre vacant de champion du monde WBA de la catégorie le 6 décembre 2000 après sa victoire aux points contre le philippin Joma Gamboa. Battu dès le combat suivant par Chana Porpaoin le 16 avril 2001, Hoshino redevient champion WBA des poids pailles contre Gamboa le 29 janvier 2002 mais perd définitivement son titre le 29 juillet suivant contre Noel Arambulet. Il met un terme à sa carrière en 2003 après deux autres échecs mondiaux face à Arambulet et Jose Antonio Aguirre sur un bilan de 23 victoires et 10 défaites.